# تاريخ المستشفيات
امتد تاريخ المستشفيات لأكثر من 2500 سنة.

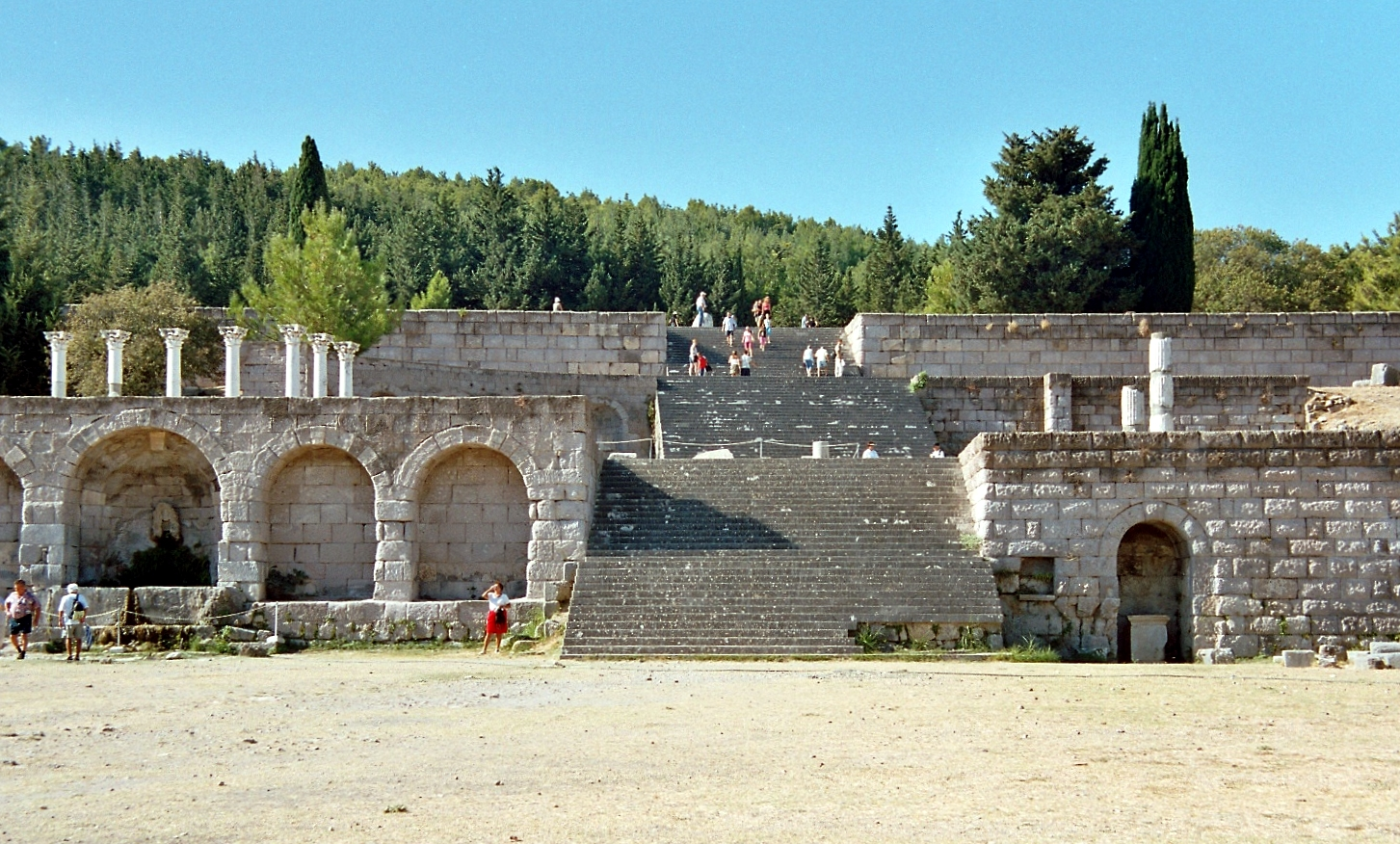
نظرا لأسكليبيون كوس، والمثال الأفضل حفاظ على السكليبيون اليونانية.

## أمثلة مبكرة
بالثقافات القديمة كان الدين والطب مرتبطان في الثقافات القديمة فكانت المؤسسات الموثقة الأولى تهدف إلى توفير العلاج في معابد مصر القديمة.
أما في اليونان القديمة فكانت المعابد كانت مخصصة لآلهة العلاج المعروف باسم (آسكليبيوس). فكانت المعابد تعمل كمراكز للمشورة الطبية والتشخيص والعلاج. يدخل في هذه الأضرح،
فإن المرضى في حالة تشبة الحلم الناجم عن النوم يعرف بأسم: أنكوميسيس. وهي وسيلة لاتختلف عن التخدير الذي نعرفه هذه الأيام حيث يتلقى المريض توجيه من الآلهة أو ليتم علاج المريض جراحياً.ويقدم الآلهة مساحات المراقبة الدقيقة تدار بعناية تف لشفاء المرضى وتقديم خدمات تستوفي متطلبات المؤسسات التي وضعت للشفاء. ووجد في معبد مدينة أيبيداروس ثلاث لوحات رخامية تعود إلى عام 350 قبل الميلاد تحافظ على كتب فيها أسماء المرضى وتاريخ الحالات والشكاوى وجميع الحالات التي أتت للمعبد وشفيت هناك وتصل إلى 70 حالة.هناك بعض العلاجات الجراحية المدونة كفتح خراج في البطن أو إزالة المواد الغريبة المؤلمة هي واقعية بما يكفي لتحدث في ذلك الوقت ولكن لابد من وضع المريض في حالة الحلم (أنكوميسيس) الناجم عن المواد المنومة كالافيون للقيام بهذه العمليات. لقد اعتاد الرومان عبادة أسكليبيوس.وقدموا له تحت أسمه
الروماني أسكليبيوس معبد)سنة 291قبل الميلاد). على جزيرة في نهر التيبر في روما، حيث تم إجراء طقوس مماثلة.
كما ظهرت مؤسسات أنشئت خصيصا لرعاية المرضى في الهند في وقت مبكر.
فا شيان، وهو راهب بوذي الصينيين الذين سافروا عبر الهند كاليفورنيا. 400م، وسجل في رحلته أن:
إن رؤساء فايشا أسر التجار (جميع ممالك شمال الهند (اقاموا في بيوت المدن لتوزيع الصدقة والعلاج. كل الفقراء والمعوزين في البلاد، والأيتام والأرامل، والرجال الذين لم ينجبوا أطفالا، والناس المشوهين والمحرومين، وجميع المرضى، يذهبون لتلك البيوت، ويدعمون بكل أنواع المساعدة، ويقوم الأطفال بفحص أمراضهم ويحصلون على الأغذية والأدوية التي تناسب حالاتهم، ومصنوعة لشعورهم بالراحة. وعندما يتحسنون، فإنهم يذهبون بأنفسهم.
هذا النص الذي يصف بناء مستشفى، مؤرخ بواسطة دومينيك جاستيك من جامعة كوليدج في لندن في الفترة بين 100 قبل الميلاد و150م.
ووصف من قبل فا شيان وهو واحد من أقدم حسابات نظام المستشفى المدني في أي مكان في العالم، إلى جانب وصف كاراكا، وهو عن كيف ينبغي تجهيز عيادة، تشير إلى أن الهند قد يكون الجزء الأول من العالم الذي شهد تطور نظام عالمي منظم للتزويد الطبي كقاعدة مؤسسية.
وقال الملك أشوكا بشكل خاطئ عن طريق العديد من المصادر الثانوية قد تأسست في المستشفيات في كاليفورنيا230 قبل الميلاد.
ووفقا لماهافامسا. فإن وقائع القديمة من الملوك السنهالية، كتبت في القرن السادس الميلادي، ملك سريلانكا باندوكابهايا (حكم 437 قبل الميلاد إلى 367قبل الميلاد (. كان قائم في البيوت والمستشفيات المبنية في أنحاء البلاد. وهذا هو أول دليل وثائقي لدينا من المؤسسات المكرسة خصيصا لرعاية المرضى في أي مكان في العالم.يعتبر مستشفى ماهينتالي هو الأقدم في العالم.

## الإمبراطورية الرومانية
تسمى المباني الرومانية المشيدة لرعاية المرضى العبيدو مصارعين، والجنود فاليتوودايناريا حوالي100عام قبل الميلاد، وكثير تم تحديدها من قبل علم الآثار في وقت لاحق. بينما يعتبر وجودها ثابتا، هناك بعض الشكوك بشأن ما إذا كانوا على نطاق واسع كما كان يعتقد ذات مرة، تم تحديد أكبر عدد ممكن فقط وفقا لتخطيط بناء تبقى، وليس بواسطة نجاة السجلات أو المكتشفات من أدوات طبية.
كان إعلان المسيحية كدين مقبول في الإمبراطورية الرومانية قاد التوسع في توفير الرعاية بعد مجمع نيقية سنة 325 ميلادية. وقد بدأ بناء مستشفى في كل بلدة كاتدرائية. كان من أوائل تلك المباني التي بنيت من قبل الطبيب سانت سامبسون في القسطنطينية ومن قبل باسيل، أسقف قيصرية في تركيا المعاصرة.يسمى «بيسيلييز», وهذا الأخير يشبه المدينة ويشمل السكن للأطباء والممرضين ومبان منفصلة لفئات مختلفة من المرضى. وكان هناك قسم مستقل لمرضى الجذام. بعض المستشفيات حافظت على المكتبات وبرامج التدريب، والأطباء أكملوا الدراسات الطبية والدوائية في المخطوطات. وبالتالي المرضى الذين تحت الرعاية الطبية في ماندعوه هذة الأيام بالمستشفى، كان اختراع يقوده الرحمة المسيحية والابتكار البيزنطي. وتشمل الأطباء العاملين في المستشفى البيزنطي رئيس الاطباء والممرضيين المهنيين والخفر. وبحلول القرن الثاني عشر، كان مستشفيي القسطنطينية منظما تنظيما جيدا، ويعمل به الأطباء الذين كانوا ذكورا وإناثا. وتشمل المرافق إجراءات العلاج المنتظم، وأجنحة متخصصة لمختلف الأمراض. ووجد أيضا مستشفى ومركز تدريب طبي في جنديسابور.و تأسست مدينة جنديسابور في 271م من قبل الملك الساساني شابور الأول. وكانت واحدة من المدن الرئيسية في محافظة خوزستان الإمبراطورية الفارسية وهي تعرف اليوم بإيران. كانت هناك نسبة كبيرة من السكان السريان، معظمهم من المسيحيين. تحت حكم خسرو الأول، تم منح اللجوء للفلاسفة المسيحيين النسطوريين اليونانيين بما في ذلك أهل العلم في كلية الفارسية الرها (أورفا) (وتسمى أيضا أكاديمية أثين)، وهي جامعة لاهوتية وطبية مسيحية. أخذ هؤلاء العلماء طريقهم إلى جنديسابور في. 529 بعد إغلاق الأكاديمية من قبل الإمبراطور جستنيان. وكانوا يشاركون في العلوم الطبية وبدؤو في أول مشاريع الترجمة من النصوص الطبية. وصول هؤلاء الممارسين الطبيين من الرها يمثل بداية للمستشفى والمركز الطبي في جنديسابور. وشملت مدرسة طبية ومستشفى) البيمارستا), ومختبر علم أدوية، منزل ترجمة، ومكتبة ومرصدا.
ساهم أطباء هنود أيضا إلى المدرسة في جنديسابور، وأبرزها الباحث الطبي مانكاه. في وقت لاحق بعد الغزو الإسلامي، ترجمت كتابات مانكاه والطبيب الهندي سوستورا إلى اللغة العربية في بغداد.
العالم الإسلامي في العصور الوسطى.

## العالم الإسلامي في العصور الوسطى
مزيد من المعلومات: الطب في الإسلام في العصور الوسطى
الأطباء الاوائل الذين كانوا تحت حكم الأسلام بعضهم كانوا مسيحين و يهود في المناطق الإسلامية في القرن السابع.
تأسس أول مستشفى إسلامي بارز في دمشق، سوريا حوالي عام 707 بمساعدة من المسيحيين.
وقد أنشأ البيمارستان (كلية الطب) وبيت-الحكمة (بيت الحكمة) من قبل أساتذة وخريجي جنديسابور.
وترأست من قبل الطبيب المسيحي جبرائيل بن بختيشوع من جنديسابور وفي وقت لاحق من ترأسها الأطباء المسلمين.
«البيمارستان» هو مركب أو مجمع من «بيمار» المرضى أو المعتلين وستان تعني المكان. وكان هذا المجمع في العالم الإسلامي في القرون الوسطى، وكلمة «البيمارستان» تعني منشأة المستشفى حيث يتم أستقبال المرضى والعناية بهم بواسطة موظفين مؤهلين.
وكان المستشفى الذي في بغداد في القرنين التاسع والعاشر قد قام بتوظيف خمسة وعشرين من الأطباء والموظفين ووزعوهم في عنابر منفصلة لظروف مختلفة.
مستشفى ومسجد القيروان، بنيا تحت حكم الأغالبة في تونس عام 830وكان بسيطا، ومجهزة تجهيزا كافيا مع قاعات تم تنظيمها في قاعات الانتظار، ومسجد، وحمام خاص. افتتح أول مستشفى في مصر في 872 وبعد ذلك انتشرت المستشفيات العامة في جميع أنحاء الإمبراطورية من أسبانيا الإسلامية والمغرب إلى بلاد فارس. وتم بناء أول مستشفى إسلامي للأمراض النفسية في بغداد في 750 وكثير من المستشفيات الإسلامية الأخرى أيضا لها عنابر خاصة مخصصة للصحة العقلية .
وعلى عكس أوروبا في العصور الوسطى، فإن الكليات الطبية تحت الحكم الإسلامي ليس لديها كليات ولم تطور نظاما لتقييم وإصدار الشهادات الدراسية.

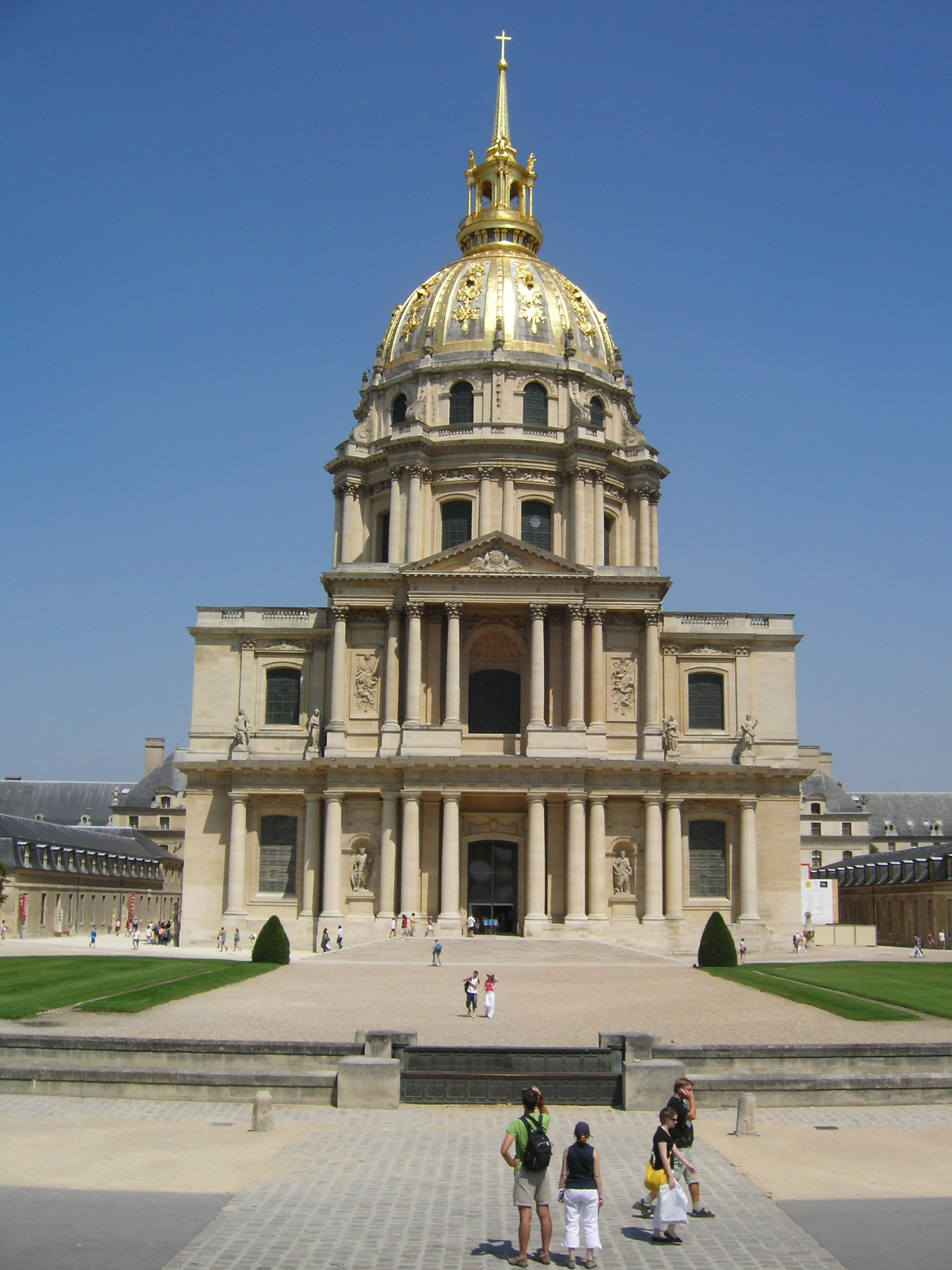
الكنيسة في انفالديه باريس، والتي تبين صلة وثيقة بين المستشفيات والكنيسة الكاثوليكية

## أوروبا في العصور الوسطى
تبعت المستشفيات في العصور الوسطى في أوروبا نمطا مماثلا للبيزنطية .
وكانت هناك طوائف دينية، مع رعاية مقدمة من الرهبان والراهبات.
(أوتيل ديو، «نزل من الله», وهو مصطلح قديم فرنسي للمستشفيات), بعضها تم ربطة بالأديرة، وبعضها كان مستقلا ولديهم أوقافا ثروات خاصة بهم . عادة من الملكية، التي وفرت الدخل لدعمهم.
وكانت بعض المستشفيات متعددة الوظائف في حين تم تأسيس الآخرين لأغراض محددة مثل مستشفيات لمرضى البرص أو الجذام، أو ملاجئ للفقراء، أو للحجاج: وليست كلها لرعاية المرضى .
أول مستشفى أسباني، تأسس من قبل ماسونا أسقف الكاثوليك الغربيين القوط عام 580 ميلادي، في ميريدا.مصمم كبيت مخصص للضيوف وكنزل للمسافرين،)ومعظمهم من الحجاج إلى ضريح ايولاليا من ميريد), وكذلك مستشفى للمواطنين والمزارعين المحليين.الوقف في المستشفى يتكون من المزارع لإطعام المرضى والضيوف. من التقرير الذي قدمه بولس الشماس علمنا أنه تم تزويد هذا المستشفى بالأطباء والممرضيين . الذين شملت مهمتهم رعاية المرضى أينما وجدوا ومهما كانوا، «عبيد أو متحررين، مسيحين أو يهود.»
خلال أواخر القرن 700 وبداية 800، أصدر الإمبراطور شارلمان أن تلك المستشفيات التي أجريت بشكل جيد قبل وقته وكان قد بدأت بالاضمحلال يجب أن تعاد وفقا لاحتياجات العصر. وأمر أيضا بأن المستشفى يجب أن يرتبط بكل كاتدرائية ودير.
خلال القرن العاشر أصبحت الأديرة تكون عاملا مهيمنا في عمل المستشفى.
دير بينديكتين الشهير لكلوني، الذي تأسس في 910، وضع المثال الذي يحتذى على نطاق واسع في جميع أنحاء وفرنسا وألمانيا. بالإضافة إلى مستوصف من أجل المتدينين، كان كل دير لديه مستشفى حيث كانوا يرعون الخارجيين . وكانت مسؤولية هذة الجمعية الخيرية، الذي من واجباتهم المقررة بعناية من قبل الحكم، تشملت كل نوع من الخدمة التي يطلبها الزائر أو المريض.
كما ألزمت هذه الجمعية للبحث عن المرضى والمحتاجين في الحي، وأصبح كل دير مركزا للتخفيف من المعاناة.
بين الأديرة البارزة في هذة الشأن كانت التابعة للبينديكتين في كوربي في بيكاردي، هيرشاو، براون وايلر، ديوتز، إلزنبيرق، ليزبورن، برام، فولدا: تلك التي من سسترسنس في أنسبيرق، بامقارتين، إبريباك، هيمينرود، هيرنيلب، فولكينرود، وولكنرد.

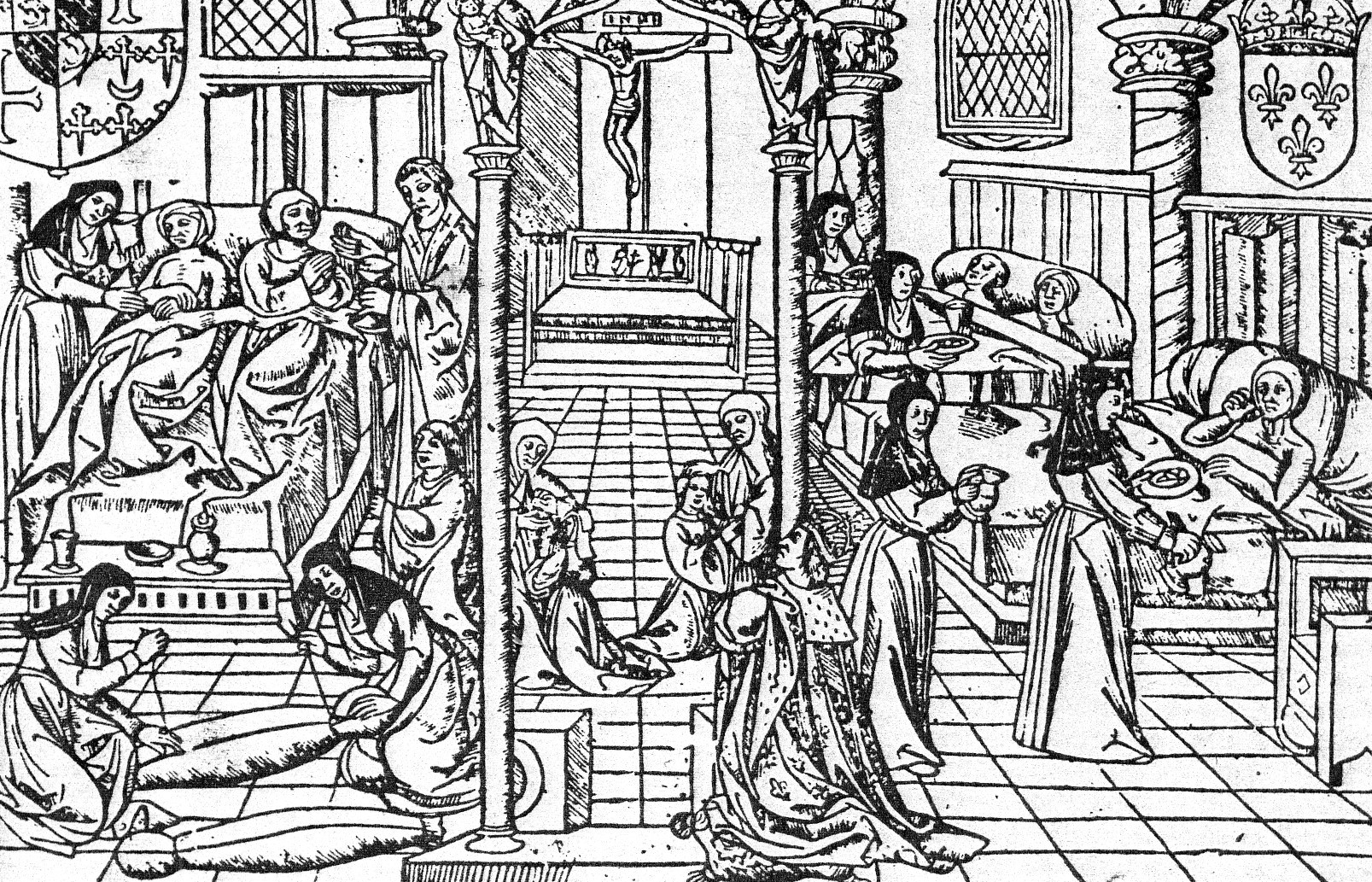
أوتيل ديو دو باريس 1500ج. تم فصل المرضى (على اليمين) عن المرضى الذين في حاله سيئه جدا (على اليسار).

لا تقل كفاءة العمل الذي تم إنجازه من قبل رجال الدين الأبرشي وفقا للتشريعات التأديبية مجالس آخن (817 /836 .)
والذي ينصل على أن المستشفى يجب أن يحافظ على الأتصال بكل كنيسة جامعية .
اضطرت الشرائع للمساهمة في دعم المستشفى، وكان واحد منها المسؤول عن السجناء. كما تقع هذه المستشفيات في المدن، عدد منها قدم مطالب غير تلك التي ترتبط بالأديرة . وفي هذة الحركة، الأسقف قدموا على المبادرة طبيعيا، ومن هنا فأن المستشفيات تأسست من قبل هيربرت1021م، في مدينة كولونيا، غودار 1038 في هيلدسهايم، كونراد 975م في كونستانس، واولريش (د. 973في اوغسبورغ.
ولكن حكم مماثل تقدمت به الكنائس الأخرى، وهكذا في ترايرالمستشفيات التابعة لسان ماكسيما،
اتخذ القديس متى، سمعان، وسانت جيمس أسمائهم من الكنائس التي كانوا مرتبطين بها . خلال الفترة 1207-1577, تم تأسيس ما لا يقل عن 155 مستشفى في ألمانيا.
سبيدال ماجوري، يدعى تقليديا كا غراندا (أي البيت الكبير)، في ميلانو، شمال إيطاليا، شيد لاستضافة أحد المستشفيات المحلية الأولى، كأكبر تابع في القرن الخامس عشر.
وتم بتكليف من فرانشيسكو سفورزا في 1456 وصممه أنطونيو فايليريتي هو بين الأمثلة الأولى من عمارة عصر النهضة في لومباردي.
جلبت النورمان نظام المستشفيات بقربهم، عندما غزوا إنجلترا في عام 1066.
عن طريق دمج حيازة الأراضي والعادات التقليدية، أصبحت المنازل الخيرية لها شعبية جديدة، وكانت متميزة أكثر من الأديرة الإنجليزية والمستشفيات الفرنسية. أستغنوا عن الصدقات وبعض الأدوية، وكانوا طبقة الأكابر والنبلاء يهبونهم بسخاء، الذين تحسب عليهم للحصول على مكافآت روحانية بعد الموت.

## أوروبا الحديثة الأولى
في أوروبا وفي القرون الوسطى كان مفهوم الرعاية المسيحية قد تطور خلال القرنين السادس عشر والسابع عشر إلى مفهوم علماني.
المشكلة كانت أصول الدين (اللاهوت), حيث رفض دعاة الإصلاح البروتستانتي الأعتقاد الكاثوليكي، وهو أن الرجال الأغنياء يمكن أن يكتسبوا نعمة الله من خلال الأعمال الصالحة - والهروب العذاب - من خلال توفير المنح للمؤسسات الخيرية، وأن المرضى أنفسهم يمكنهم الحصول على النعمة من خلال معاناتهم. بعد حلول الأديرة في عام 1540 من قبل هنري الثامن أصبحت الكنائس فجأة هي الداعم للمستشفيات،
وفقط بواسطة الطلب المباشر من مواطني لندن، وكانت مستشفيات سانت بارثولوميو، وسانت توماس وسانت ماري في بيت لحم، وهبت مباشرة من قبل ولي العهد. وكان هذا في المقام الأول دعم للعلمانية التي تقدم للمؤسسات الطبية، قد أجرى وليام هارفي أبحاثه على الدورة الدموية في سانت بارثولوميو في القرن 17, بيرسيفل بوت وجون ابرنثي طوروا المبادئ الهامة للجراحة في القرن ال18 . عملت بيدفورد فينويش إلى النهوض مهنة التمريض في أواخر القرن ال19. كان في بداية الأصلاح 28 ملجأ في السويد . غوستاف فاسا أزالتهم من سيطرة الكنيسة وطردت الرهبان والراهبات، ولكن سمح للمصحات الحفاظ على ممتلكاتهم ومواصلة أنشطتهم تحت رعاية الحكومة المحلية. في كثير من حكومات البلدات في أوروبا شغلت المستشفيات الروحية الصغيرة، التي كانت قد تأسست في القرن ال13 و 14. قاموا بتوزيع المواد الغذائية والملابس مجانا للفقراء، وقدمت للنساء والأطفال الذين بلا مأوى، وأعطوا بعضا من الرعاية الطبية والتمريضية . العديد منها قد تم مداهمته واغلاقه خلال الحرب الثلاثين عاما (1618-1648)التي ضربت البلدات والقرى من ألمانيا والمناطق المجاورة لها على مدى ثلاثة عقود. وفي الوقت نفسه، في الأراضي الكاثوليكية مثل فرنسا، واصلت الأسر الغنية لتمويل الأديرة والأديرة التي تقدم خدمات صحية مجانية للفقراء. تأثرت الممارسات الفرنسية بالواجبات الخيرية التي تعتبر رعاية الفقراء والمرضى جزءا ضروريا من ممارسة الكاثوليكية.راهبات التمريض كان يثقون كثيرا في قوة الأطباء والأدوية وحدها لعلاج المرضى.والأكثر أهمية هوتوفير الراحة النفسية والجسدية، التغذية، والراحة والنظافة وخاصة الصلاة. في المناطق البروتستانتية كان التركيز على الجوانب العلمية وليس الدينية لرعاية المرضى، وهذا ساعد في تطوير رؤية التمريض كمهنة وليس حرفة. كان هناك مستشفيات قليلة مطورة من قبل الكنائس البروتستانتية الرئيسية بعد1530.بعض الجماعات الصغيرة مثل المورافيون والورع في هال أعطت دور للمستشفيات، وخاصة في العمل التبشيري. [40]

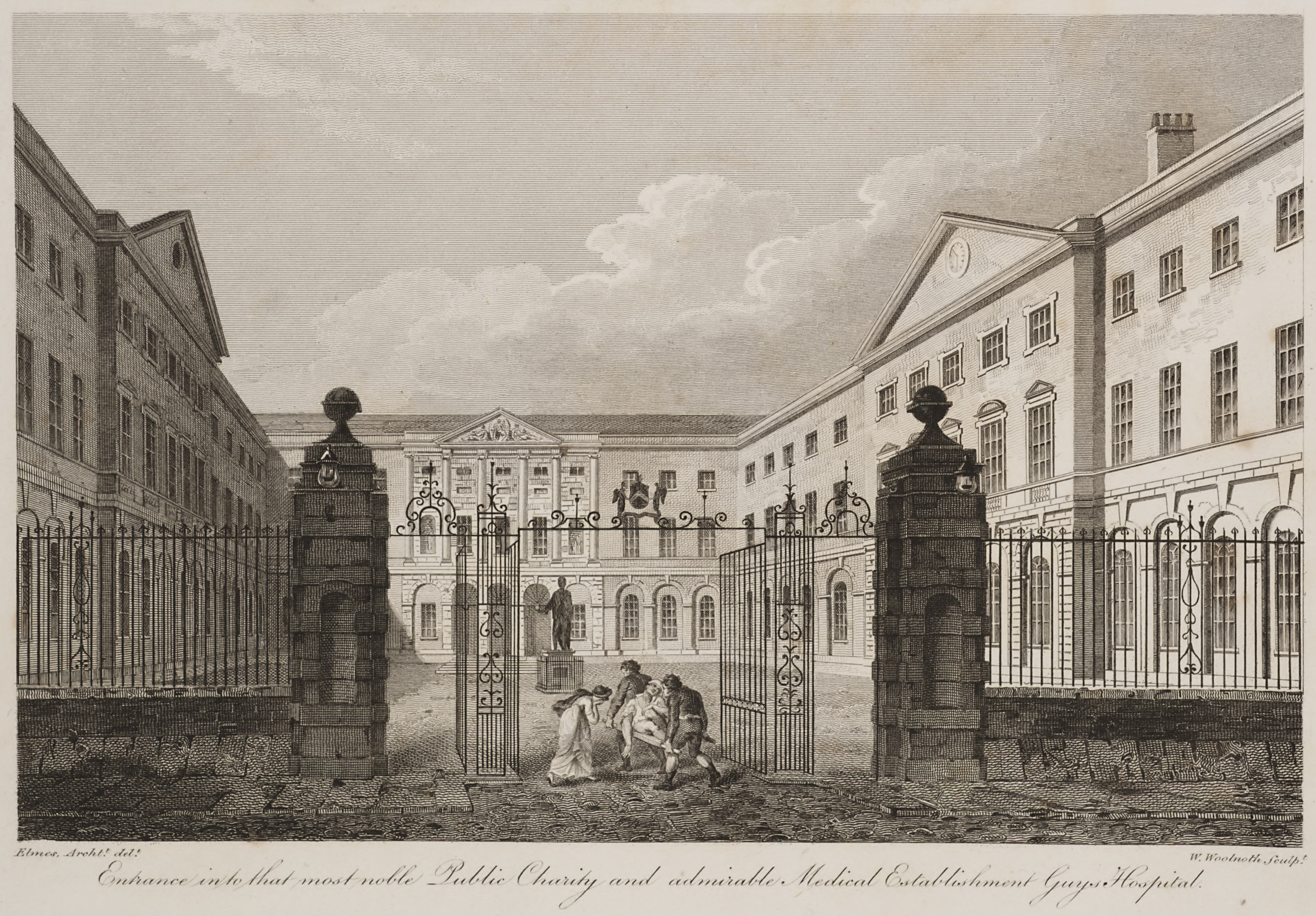
نقش لمستشفى قايز في لندن ،واحد من أول المستشفيات التطوعية التي أنشئت في 1724

## التنوير
في القرن الثامن عشر، تحت تأثير عصر التنوير، بدأ ظهورالمستشفيات الحديثه، تخدم الاحتياجات الطبية فقط وتزويده بالموظفين مع الأطباء والجراحين المدربين. وكانت الممرضات العاملات غيرمتدوبات. وكان الهدف هو استخدام الطرق الحديثة لعلاج المرضى. أنه توفر المزيد من الخدمات الطبية الضيقة، وكانت تأسست من قبل السلطات المدنيه. برز تمييز واضح بين الطب وإغاثة الفقراء. داخل المستشفيات، والحالات الحادة المتزايده تعالج على نحو وحد، وتم تعيين إدارات منفصلة للفئات مختلفة من المرضى.
بدأت حركة مستشفى التطوعي في أوائل القرن ال18، مع المستشفيات التي تأسست في لندن من قبل 1710 و 20، بما في ذلك مستشفى وستمنستر (1719) التي يروج لها البنك الخاص . هور وشركاه ومستشفى غايز (1723) بتمويل من وصية التاجر الثري، توماس جي. المستشفيات الأخرى نشأت في لندن ومدن بريطانية الأخرى على مدى القرن، والكثير دفوعة من قبل اشتراكات خاصة. أعيد بناؤه سانت بارثولوميو في لندن عام 1730، وافتتح مستشفى لندن في عام 1752.
هذه المستشفيات تمثل نقطة تحول في وظيفة المؤسسة. أنها بدأت تتطور من كونها الأماكن الأساسية لرعاية المرضى لتصبح مراكز الابتكار الطبي والاكتشاف والمكان الرئيسي لتعليم وتدريب الممارسين المترقبين. عملت بعضا من أعظم الجراحينة والأطباء في تلك الحقب ونقلو علمهم في المستشفيات. غيروا أيضا من كونها مجرد منازل اللجوء إلى كونها مؤسسات مركبه لتوفير الدواء ورعاية المرضى. تأسست شاريتيه في برلين في 1710 من قبل الملك فريدريك الأول لبروسيا كردة فعل على تفشي الطاعون.
مفهوم المستشفيات التطوعية امتدت أيضا إلى أمريكا المستعمرة؛ افتتح مستشفى ولاية بنسلفانيا في عام 1752، ومستشفى نيويورك في عام 1771، ومستشفى ماساتشوستس العام في 1811. عندما افتتح مستشفى فيينا العام في 1784 (الذي لم يلبث أن صار أكبر مستشفى في العالم)، اكتسب الأطباء منشأة جديدة أن تطورت تدريجيا لتصبح واحدة من أكثر مراكز البحوث الهامة.
وكان التنوير عصر الابتكار الخيري المستوصف. هذه ستصدر الفقراء مع الأدوية مجانا. افتتح مستوصف لندن أبوابها في 1696 كأول عيادة في الإمبراطورية البريطانية. كانت الفكرة بطيئة للقبض على حتى 1770، عندما بدأ العديد من هذه المنظمات في الظهور، بما في ذلك مستوصف العامة ادنبره (1776)، مستوصف والصندوق الخيري ميتروبوليتان (1779) وفينسبيرى مستوصف (17780). تم فتح المستوصفات أيضا في نيويورك 1771، فيلادلفيا 1786، وبوسطن 1796. [44] في جميع أنحاء أوروبا كليات الطب لا يزال يعتمد في المقام الأول على المحاضرات والقراءات. في السنة الأخيرة، أن الطلاب لديهم خبرة سريرية محدودة باتباع أستاذ من خلال العنابر. كان العمل المخبري المألوف، ونادرا ما يتم تشريح بسبب قيود قانونية على الجثث. كانت معظم المدارس الصغيرة، وإلا أدنبرة، اسكتلندا، مع 11,000 الخريجين، أنتجت أعدادا كبيرة من الخريجين.
أمريكا الأسبانية

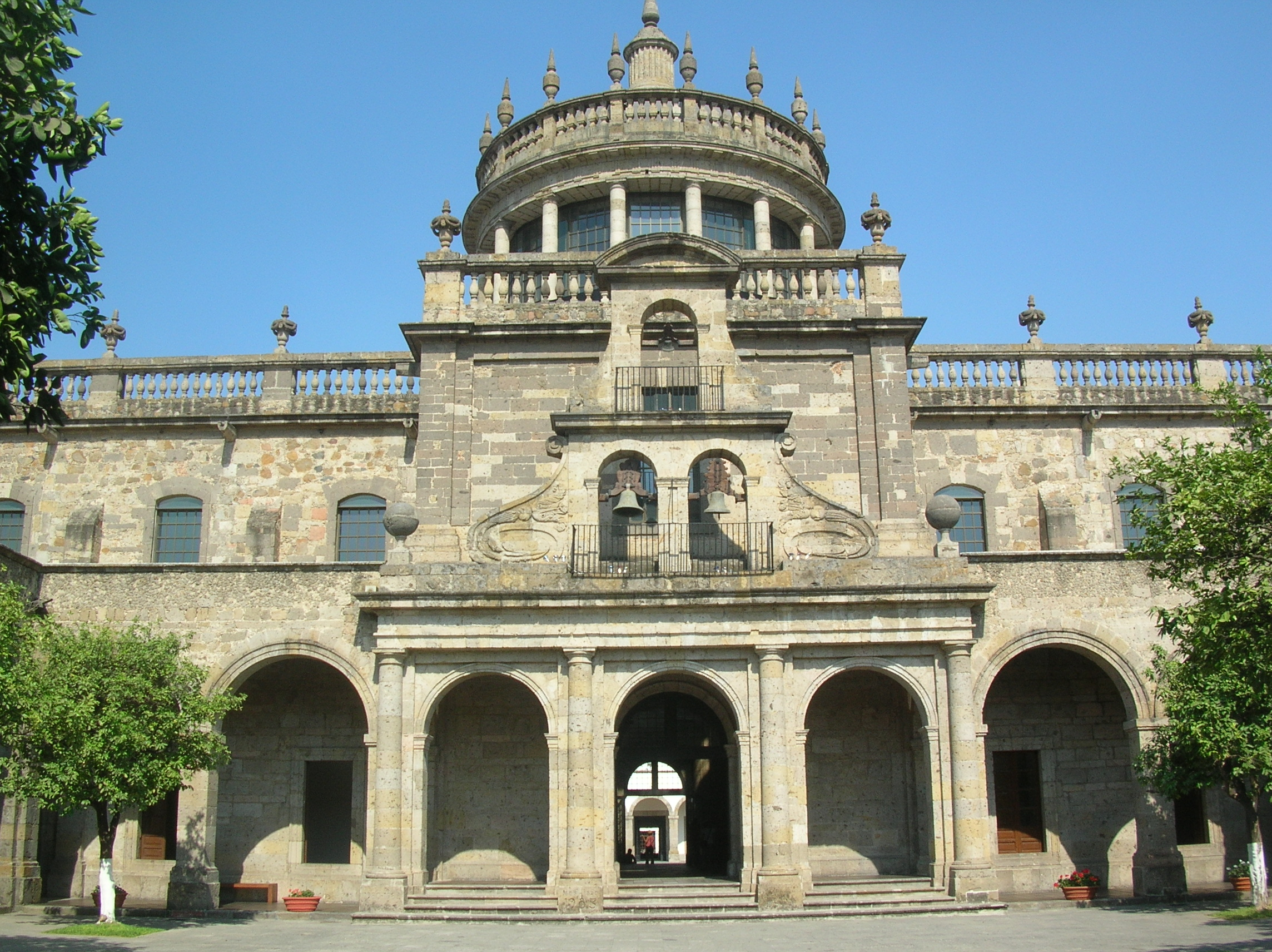
مجمع مستشفيات كاباناس كان أكبر مستشفى في أمريكا الاستعمارية، في غوادالاخارا، المكسيك

كان أول مستشفى تأسست في الأمريكتين مستشفى سان نيكولاس دي باري [كالي Hostos] في سانتو دومينغو، وفي مقاطعة ناسيونال جمهورية الدومينيكان. أذن المعمعة نيكولاس دي أوفاندو، الأسبانية المحافظ والمسؤول الاستعماري ل1502-1509، بنائه في 29 ديسمبر 1503. ويبدو هذا المستشفى إدراج كنيسة. وقد تم الانتهاء من المرحلة الأولى من بنائه عام 1519، وأعيد بناؤه في 1552. [47] المهجورة في منتصف القرن الثامن عشر، والمستشفى يكمن الآن في حالة خراب بالقرب من كاتدرائية في سانتو دومينغو.
الفاتح هرنان كورتيس تأسست أقرب مستشفيين في أمريكا الشمالية: مستشفى الحبل بلا دنس ومستشفى سانت لعازر. وكان أكبرهم بلا دنس، والآن في مستشفى دي خيسوس نازارينو في مكسيكو سيتي، التي تأسس في 1524 لرعاية الفقراء. [47]

## المستشفيات الحديثة
الطبيب الإنجليزي توماس بيرسيفال (1740-1804) كتب نظام شامل لقواعد السلوك الطبي، 'آداب مهنة الطب، أو مدونة المعاهد والتعاليم، وتتكيف مع السلوك المهني للأطباء والجراحين (1803) التي تضع معايير للعديد من الكتب المدرسية. [ 48]جناح من مستشفى سكوتاري حيث عمل فلورنس نايتنجيل، وساعد في إعادة هيكلة المستشفيات الحديثة.في منتصف القرن ال19. المستشفيات والعاملين في المجال الطبي أصبح أكثر احترافا، مع إعادة تنظيم إدارة المستشفى على طول خطوط البيروقراطية والإدارية أكثر. جعل قانون الصيدليون 1815انه إلزاميا لطلاب الطب لممارسة لمدة نصف في السنة على الأقل في مستشفى كجزء من تدريبهم. [49] مثال على هذا الاحتراف كان مستشفى تشارينغ كروس، الذي أنشاء في 1818 باسم «عيادة ومستوصف غرب لندن» من الأموال المقدمة من الدكتور بنيامين جولدنج. قبل 1821 كان قد عالج ما يقرب من 10,000 مريض سنويا، ونقل إلى أكبر مقر بالقرب من شيرينق كروس في قلب لندن. افتتحت مدرسة مستشفى شيرينق كروس الطبي في 1822. وتوسعت عدة مرات وتم إضافة 1866طاقم محترف من الممرضين.

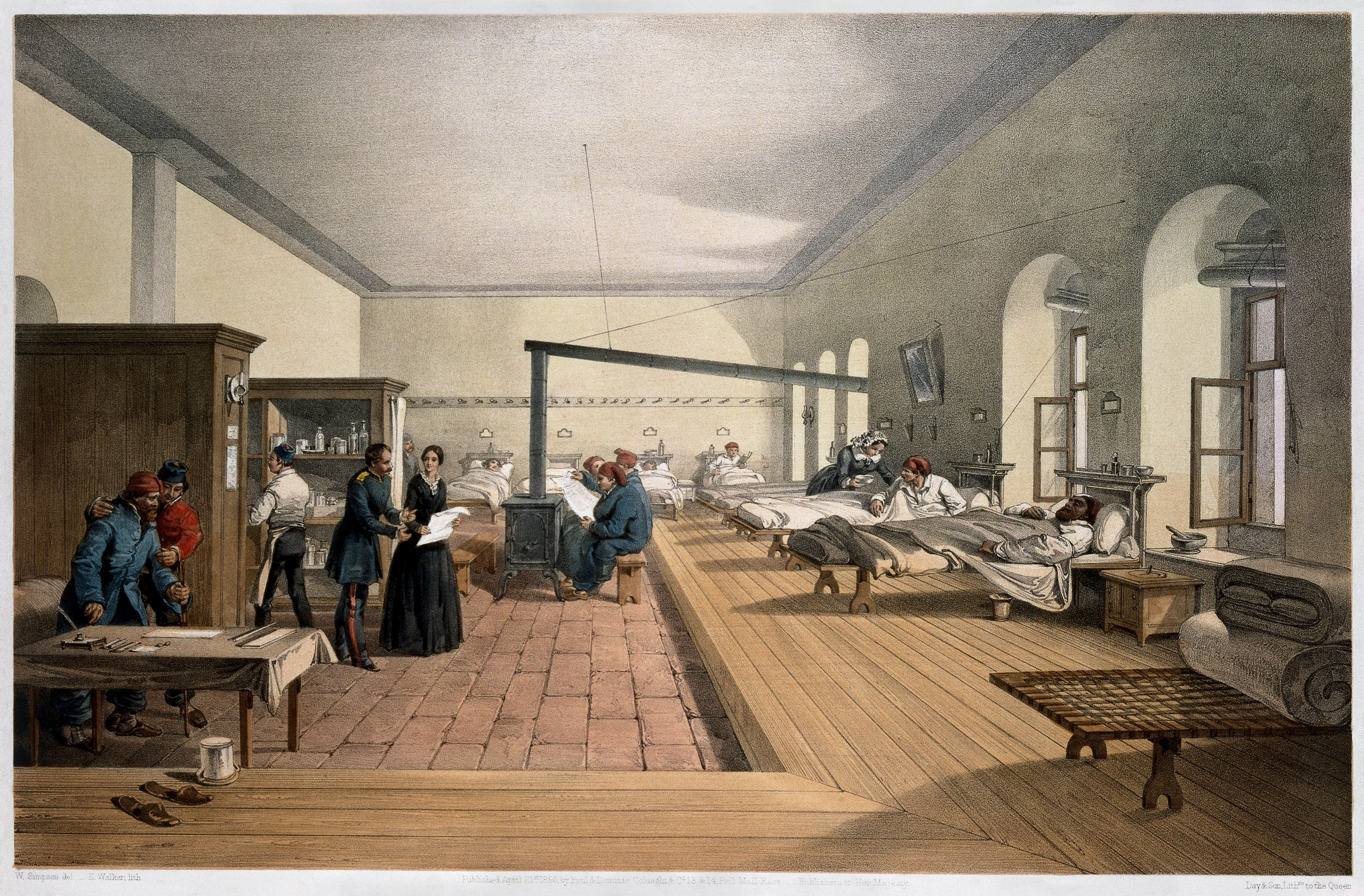
جناح من مستشفى في سكوتاري حيث عملت فلورنس نايتنجيل، وساعد على إعادة هيكلة المستشفيات الحديثة.

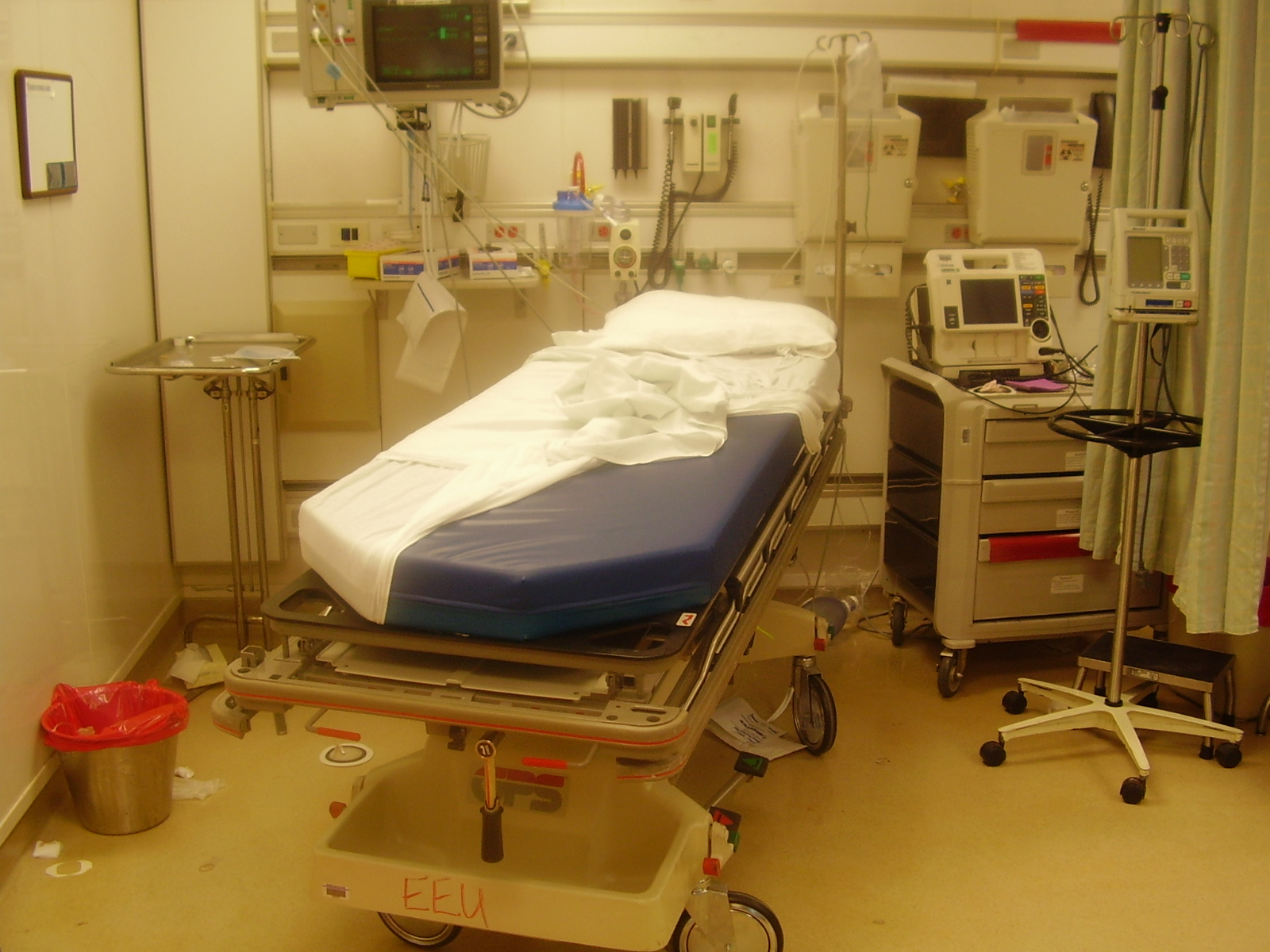
سرير غرفة الإنعاش بعد تدخل الصدمة، والتي تبين المعدات عالية التقنية من المستشفيات الحديثة

بعد تدخل الصادم لغرفة سرير الإنعاش، والتي تبين المعدات عالية التقنية في المستشفيات الحديثة فلورنس نايتنجيل رائدة في مهنة التمريض الحديثة خلال حرب القرم، كانت مثالا للرحمة، والالتزام برعاية المرضى وإدارة المستشفى .وافتتح أول البرنامج رسمي لتدريب الممرضات، ومدرسة النيتينقيل للممرضات في عام 1860، مع مهمة تدريب الممرضات للعمل في المستشفيات وللعمل مع الفقراء ولتعليم. [51] وكان لنيتينقيل دور فعال في إصلاح طبيعة المستشفى، من خلال تحسين مستويات الصرف الصحي وتغيير صورة المستشفى من مكان الذي يذهبون اليه المرضى للموت، إلى مؤسسة مكرسة للالنقاهة والشفاء. وأكدت أيضا على أهمية القياس الإحصائي لتحديد نسبة نجاح أي تدخل معين، ودفعت للإصلاح الإداري في المستشفيات. [52] خلال منتصف القرن التاسع عشر، ظهرت مدرسة فيينا الثانية الطبي مع مساهمات من الأطباء مثل كارل فون فرايهر روكيتانسكي، جوزيف سكودا، فرديناند ريتر فون هبرا، وايجنز فيليب سيملويس. توسعت العلوم الطبية الأساسية والتخصصات المتقدمة. وعلاوة على ذلك قد تم تأسيس أول عيادات لامرض الجلدية، والعين، وكذلك الأذن، للأنف، والحلق في العالم في فيينا. [53]بحلول أواخر القرن ال19، وقد بدأت المستشفى يات حديث في التبلور مع انتشار مجموعة متنوعة من نظم المستشفى العام والخاص من عام 1870s، في أن بعض المستشفيات لأكثر من ثلاثة أضعاف متوسط استهلاكهم 3,00 من المرضى. في أوروبا القارية تم بناء عامه المستشفيات الجديده من أموال العامة. تم احتراف التمريض في فرنسا مطلع القرن ال20. في ذلك الوقت، كانت تعمل مستشفيات البلاد 1500 بواسطة 15,000 من الراهبات الذين يمثلون أكثر من 200 أوامر الدينية. سياسة الحكومة بعد عام 1900 هو علمنة المؤسسات العامة، وتقليص دور الكنيسة الكاثوليكية.وجاء هذا الهدف السياسي في الصراع مع ضرورة المحافظة على نوعية أفضل من الرعاية الطبية في المرافق العتيقة. تحولت مدارس التمريض التي تديرها حكومة جديدة من الممرضات الغير دينية الذي كان من المقرر للأدوار الإشرافية. خلال الحرب العالمية الأولى، جلب مشاعر فياضة من المتطوعين وطني أعداد كبيرة من النساء من الطبقة المتوسطة إلى المستشفيات العسكرية. تركوها عندما انتهت الحرب ولكن كان التأثير طويل الأجل لزيادة هيبة التمريض. في عام 1922 أصدرت الحكومة الدبلوم الوطني للتمريض. [54]في الولايات المتحدة، بلغ عدد المستشفيات 4400 في عام 1910، عندما وفرت 420,000 أسرة. [55] كانت تعمل هذه من قبل المدينة والولاية والوكالات الاتحادية، من قبل الكنائس، من خلال قائمة بذاتها غير رابحه والشركات للربح . كل الطوائف الكبرى المستشفيات المبنية؛ كان يعمل منها 541 الكاثوليكية (في عام 1915) حيث الأولية الموظفين لراهبات بدون أجور. واحيانا كان البعض الآخر من اطار صغير من الشماسات كموظفين. واستكملت [56] المستشفيات الغير رابحه تستكمل من المستشفيات العامة الكبيرة في المدن الكبرى وفي كثير من الأحيان المستشفيات البحثية التابعة لكلية الطب. أكبر نظام للمستشفيات العامة في أمريكا هو مؤسسة مدينة نيويورك لصحه ومستشفيات التي تضم مستشفى بلفيو، أقدم مستشفى أمريكي، التابعة لكلية الطب في جامعة نيويورك. [57] تأسست هيئة الخدمات الصحية الوطنية، والمزود الرئيسي لخدمات الرعاية الصحية في بريطانيا، في عام 1948، وسيطروا تقريبا على جميع المستشفيات . [58]

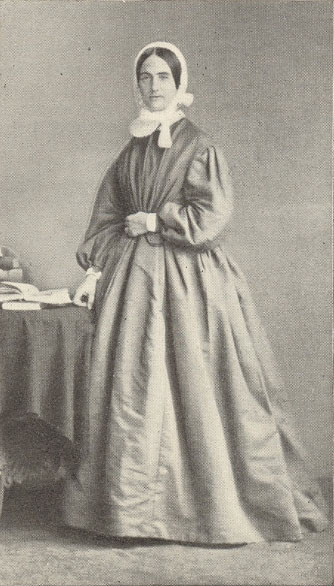
اليزابيث كاثرين فيرارد، أول شماسة من كنيسة انكلترا.

## المستشفيات والممرضات تحت رعاية الكنيسة
المقال الرئيسي: شماسة
اليزابيث كاثرين فيرارد ، أول شماسة من كنيسة انكلترا.المشاة ادخلوالكنائس في مجال الصحة في القرن ال19، وخاصة مع إنشاء أوامر من النساء، ودعا الشماسات الذين كرسوا أنفسهم لخدمات التمريض. بدأت هذه الحركة في ألمانيا في عام 1836 عندما فتح تيودور فليدنر وزوجته أول منزل ولاده شماسة في كيسارزويرث على نهر الراين. أصبح نموذجا، وخلال نصف قرن من الزمان كان هناك أكثر من 5000 الشامسه في أوروبا. كنيسة إنجلترا سميت أول شماسة في عام 1862. في شمال لندن مؤسسة الشماسه دربت الشماسات للأبرشيات الأخريات وبعض خدم في الخارج. [59]
وليام باسافانت جلب في عام 1849اول ربعة شماسات إلى بيتسبرغ، في الولايات المتحدة، بعد زيارة كيسارزويرث. كانوا يعملون في مستوصف بيتسبرغ (الآن مستشفى باسافانت). [60]
جعلت الطرق الامريكيه الخدمات الطبية من الاولويات في 1850s ، بدأوا يفتتحون مؤسسات خيرية مثل دور الأيتام ودور المسنين. في 1880s، بدأ الطريقة المثدوليه في فتح المستشفيات في الولايات المتحدة، والذي كان يخدم الناس من جميع الخلفيات والمعتقدات الدينية. قبل عام 1895، 13 مستشفى تعمل المدن الكبرى. [61]

### الكاثوليك
في كيبيك، تعمل المستشفيات الكاثوليكية بشكل مستمر من 1640s. أنها تجذبت الراهبات من النخبة المحلية. جين مانس (1606-1673) التي أسست أول مستشفى مدينة مونتريال ، وأوتيل ديو دو مونتريال، في 1645.و في 1657 ا جندت ثلاث شقيقات من الدينية الأسبتارية القديس يوسف، واستمرت في توجيه عمليات المستشفى . المشروع، الذي بدأته ابنة الكاردينال دي ريشيليو منحت ميثاق ملكي من الملك لويس الثالث عشر ويعمل به الطبيب الاستعماري، روبرت دي جيفارد مونسيه. فتح المستشفى العام في مدينة كيبيك في 1692. وغالبا ما تعالج الملاريا، الزحار، والمرض التنفسي. [63]
في عصر 1840-1880، الكاثوليك في فيلادلفيا أسسو مستشفيين، لالكاثوليك الايرلندية والألمانية. أنهم يعتمدون على العائدات من دفع المرضى، وأصبحت المؤسسات الصحية والرعاية الاجتماعية مهمة في المجتمع الكاثوليكي. [64] بحلول عام 1900 قد وضع الكاثوليكين المستشفيات في معظم المدن الكبرى. في نيويورك الدومنيكان، الفرنسيسكان، راهبات الأحسان، وأوامر أخرى لأنشاء مستشفيات أولى لرعاية مجموعتهم العرقية. في 1920s كانوا يخدمون الجميع. [65] وفي المدن الصغيرة أيضا المجموعة الكاثوليك أنشاة المستشفيات، مثل مستشفى سانت باتريك في ميسولا، مونتانا. فتحه راهبات بروفيدانس في عام 1873. وكان في جزء ممول من قبل العقد مقاطعة لرعاية الفقراء، وتعمل أيضا في مدارس اليوم والمدارس داخلية. قدمت الراهبات رعاية تمريضية وخاصة للأمراض المعدية والإصابات بين الشباب وبشكل كبير المرضى الذكور . أنها أيضا تحث المرضى لجذب المعتنقين واستعادة سقوط الكاثوليك للعودة إلى الكنيسة. قاموا ببناء مستشفى أكبر في عام 1890. [66] كانو موظفو المستشفيات الكاثوليكية في اعداد كبير وهذا من أوامر رهبات الكاثوليك، وطلاب التمريض، حتى انخفض عدد الراهبات بشدة بعد 1960s. تشكلت الرابطة الكاثوليكية في مستشفى في عام 1915.